# Сабуров, Андрей Александрович (литературовед)
Андрей Александрович Сабуров (1902—1959) — советский литературовед, поэт. Ученик Ивана Ильина.

## Биография
Родился в дворянской семье, из рода Сабуровых. Племянник Николая и Эмилия Метнеров. В 1919 окончил 5-ю Московскую гимназию и поступил на философское отделение филологического факультета Московского университета. Весной 1921 это отделение было упразднено. «Тех, кто сдаст половину всех положенных экзаменов и зачетов, переводили в группу кончающих. Всех остальных — на факультет общественных наук». Сабуров стал одним из пяти попавших в группу. В 1922 сдал экзамены за полный курс обучения.
В 1922—1924 давал частные уроки, затем учился в аспирантуре при Институте истории РАНИОН. В 1929—1934 научный сотрудник, главный библиотекарь Отдела рукописей Государственной библиотеки СССР имени В. И. Ленина. В 1932 был ненадолго арестован. В 1934—1935 сотрудник Государственного литературного музея. В 1933—1940 доцент, заведующий кафедрой литературы Промакадемии им. Молотова. В 1940 защитил кандидатскую диссертацию. В 1941—1946 профессор, зам. директора по учебной и научной работе Загорского учительского института. С 1946 вновь в Отделе рукописей Библиотеки им. Ленина. Работал также в Архиве А. М. Горького в ИМЛИ, с 1951 в Государственном музее Л. Н. Толстого.

### Семья
- Отец — Александр Александрович Сабуров (1874—1934), юрист.
- Мать — Софья Карловна Сабурова (урождённая Метнер, 1878—1943).

### В воспоминаниях
Насколько помню, наэлектризованный Ильиным, Андрюша Сабуров больше жил Гегелем, в то же время и философски понимаемой русской литературой, особенно Пушкиным.
А. А. Сабуров занимался Печериным, потом был научным сотрудником Музея Л. Н. Толстого и не дожил одного месяца до выхода из печати своего труда долгих лет — «„Война и мир“ — проблематика и поэтика».
Андрей Александрович Сабуров был родным племянником замечательного композитора Н. К. Метнера и его брата — интересного философа Э. К. Метнера. Преклонение перед высокой культурой и духом этих деятелей, влиявших на него в детские и юношеские годы, он пронес через всю жизнь. Удивительно письмо его, написанное незадолго до смерти, — вдохновенный опыт рассмотрения русской культуры, трагического и радостного в ней в свете философских влияний, глубоко им воспринятых.
В университете нам, второсортным отделениям — античникам, восточникам, славистам — русскую литературу второй половины XIX века читал А. А. Сабуров, автор книжки о «Войне и мире». Читал он так, что от раза к разу аудитория пустела. Он, бросая взгляд с кафедры, изящно говорил: «Наш круг час от часу редеет?..» Наконец, в амфитеатре оказался только один слушатель (это был я) — отменил ли он лекцию, я не помню. Потом в блоковском «Литнаследстве» я прочитал дарственный инскрипт Блока Андрюше Сабурову, одиннадцатилетнему: он был племянником Метнеров. А мы и не знали.

## Книги
- «Война и мир» Л. Н. Толстого. Проблематика и поэтика. М., 1959
- Будем с верою радости ждать: Стихотворения. 2-е изд. испр. М: Водолей Publishers, 2007. 80с. (Малый Серебряный век)